# Skärvums socken
Skärvums socken i Västergötland ingick i Vilske härad, uppgick 1757 i Grolanda socken och området ingår sedan 1974 i Falköpings kommun.
Sockenkyrka var Skärvums kyrka som revs 1759.
Socknen har medeltida ursprung.